# Levante peninsular

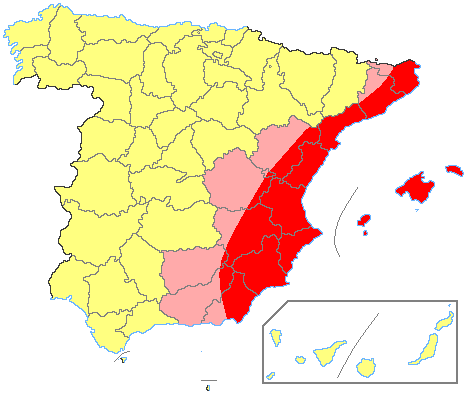
Levante peninsular

Levante peninsular ou levante espanhol é a zona geográfica da Península Ibérica da costa mediterrânica correspondendo com a Catalunha, Ilhas Baleares, a Comunidade Valenciana, a Região de Múrcia e a zona mais oriental de Castilla-La Mancha e Aragão, embora não corresponda a nenhuma entidade política, territorial ou administrativa espanhola que a englobe ou se ocupe dela.